# Абаре
Абаре (порт. Abaré) — муниципалитет в Бразилии, входит в штат Баия. Составная часть мезорегиона Вали-Сан-Франсискану-да-Баия. Входит в экономико-статистический микрорегион Паулу-Афонсу. Население составляет 15 252 человека (2006 год). Занимает площадь 1693,690 км². Плотность населения — 9,0 чел./км². Девиз — «Развитие в условиях социальной справедливости».

## История
Первая ферма появилась в 1-й половине XIX в. Город основан 19 июля 1962 года.

## Экономика
Сельскохозяйственный район (выращивание лука и помидоров, овцеводство). Народные ремёсла.

## Туризм
Пляж Порто-Прайя с золотистым песком длиной 400 м. Достопримечательности — площадь Николя Толентино, муниципальная площадь, церковь Санто-Антонио.
Местная команда по футзалу является одной из лучших в штате.

## Статистика
- Валовой внутренний продукт на 2003 год составляет 28 837 389,00 реалов (данные: Бразильский институт географии и статистики).
- Валовой внутренний продукт на душу населения на 2003 год составляет 1986,73 реалов (данные: Бразильский институт географии и статистики).
- Индекс развития человеческого потенциала на 2000 год составляет 0,595 (данные: Программа развития ООН).

## География
Климат местности: полупустыня.

## Важнейшие населённые пункты
| № | Населённый пункт | Населённый пункт (порт.) | Категория | Население чел. (2010) | На карте                       |
| - | ---------------- | ------------------------ | --------- | --------------------- | ------------------------------ |
| 1 | Абаре            | Abaré                    | город     | 5502                  | 8°43′27″ ю. ш. 39°06′54″ з. д. |
| 2 | Ибо              | Ibó                      | город     | 3492                  | 8°37′57″ ю. ш. 39°14′58″ з. д. |
| 3 | Агровила 17      | Agrovila 17              | посёлок   | 434                   | 8°40′36″ ю. ш. 39°23′28″ з. д. |
| 4 | Икозейра         | Icozeira                 | посёлок   | 381                   | 8°56′29″ ю. ш. 39°19′38″ з. д. |
| 5 | Агровила 16      | Agrovila 16              | посёлок   | 296                   | 8°41′25″ ю. ш. 39°23′56″ з. д. |
| 6 | Агровила 18      | Agrovila 18              | посёлок   | 294                   | 8°42′04″ ю. ш. 39°24′07″ з. д. |
| 7 | Агровила 14      | Agrovila 14              | посёлок   | 291                   | 8°42′47″ ю. ш. 39°25′43″ з. д. |
| 8 | Агровила 19      | Agrovila 19              | посёлок   | 288                   | 8°42′39″ ю. ш. 39°24′16″ з. д. |
| 9 | Агровила 15      | Agrovila 15              | посёлок   | 222                   | 8°41′08″ ю. ш. 39°24′40″ з. д. |